# アナスタシウス4世 (ローマ教皇)
アナスタシウス4世（Anastasius IV, ? - 1154年12月3日）は、第168代ローマ教皇（在位：1153年7月8日 - 1154年12月3日）。

## 生涯
ローマ出身。1111年に枢機卿に叙任され、インノケンティウス2世の時代には代理司教に叙任された。1153年7月に先代のエウゲニウス3世が死去したため、ラテラノ大聖堂で即位した。
アナスタシウス4世は奢侈を好み、特にラテラノ大聖堂を気に入って装飾に特に尽力した。ローマ神殿やパンテオンの修復も行なっている。1154年12月3日に死去。